# جيبسون باردسلي
جيبسون باردسلي (بالإنجليزية: Gibson Bardsley)‏ هو لاعب كرة قدم أمريكي في مركز الهجوم، ولد في 23 يوليو 1989 في فال في الولايات المتحدة. لعب مع تولسا روناكس وفينيكس راسينغ.